# Die Hollerstauden
Die Hollerstauden sind ein österreichisches Musiktrio der Neuen Volksmusik, das dreistimmig im Pinzgauer Dialekt singt. 2018 erreichte das Debütalbum Aus dem Hut gezaubert eine Platzierung in den österreichischen Albumcharts.

## Geschichte

### Gründung, Hintergrund
Die Gruppe wurde 2014 von Eva Gschwandtner sowie den Schwestern Eva Gruber und Vera Egger aus dem Salzburger Pinzgau gegründet. Das Trio hatte bereits in der Volksschule gemeinsame Auftritte bei Musical-Aufführungen. Unterbrochen durch Ausbildung, Beruf und der Geburt der Kinder vereinten sie sich 2014 wieder und nannten sich Die Hollerstauden. Der Name wurde in Anlehnung an den Ort Hollersbach im Pinzgau, aus dem die drei ursprünglich stammen, gewählt. Als Holler wird im bairisch-österreichischen auch der Holunder bezeichnet.
Vera Egger war als Bauingenieurin tätig, Eva Gruber ist gelernte Kindergartenpädagogin, Eva Gschwandtner ist Bestattungsunternehmerin. Die Mutter von Eva Gruber und Vera Egger ist Organistin und Musiklehrerin, deren Vater Kapellmeister. Eva Gschwandtner spielte als Jugendliche mit der Gitarre ihres Vaters und komponierte ihre ersten Lieder.
Ihr Repertoire reicht vom Heimatlied über Jodler und Oldies bis hin zu Rock und Pop. Neben neuen Texten für Coverversionen schreiben sie auch eigene Lieder. Wesentliches Element ist der dreistimmige Gesang.

### 2017
2017 veröffentlichten sie ein Video zu ihrem Lied Des passt mir so, einer Coverversion des Liedes Despacito von Luis Fonsi im Pinzgauer Dialekt mit eigenem Text auf Youtube und erreichten damit über 15 Millionen Aufrufe. Im Rahmen der 13. Top-of-the-Mountains Music Award Verleihung wurden sie 2017 in der Kategorie Newcomer des Jahres ausgezeichnet und konnten das Facebook-Voting für sich entscheiden.

### 2018
Im Juni 2018 präsentierten sie ihre erste Single Luft und Liebe, eine Coverversion von La Bamba von Ritchie Valens. Dafür wurden sie 2018 im Rahmen der 14. Top-of-the-Mountains Music Award Verleihung in der Kategorie Best Single ausgezeichnet. Im August 2018 traten sie beim Musikfestival in Kitzbühel erstmals live vor großen Publikum auf und präsentierten ihr Lied Du bist für mi Hoamat. Im November 2018 veröffentlichten sie ihr Debütalbum Aus dem Hut gezaubert, das auf Platz 47 der österreichischen Albumcharts einstieg. Im Dezember 2018 waren sie in der Sendung Zauberhafte Weihnacht im Bayerischen und Österreichischen Rundfunk zu sehen.

### 2019
Im Rahmen des smago! Award Österreich & Südtirol 2019 wurden sie als Durchstarterinnen des Jahres und die neuen Internet-Königinnen ausgezeichnet. Im Juli 2019 standen sie erstmals beim Wenn die Musi spielt – Sommer Open Air auf der Bühne. Außerdem veröffentlichten sie die Single Mensch ärger dich nicht als Remix von Georg O. Luksch und Luft und Liebe wurde von Anna-Maria Zimmermann in einer Fassung mit Bundesdeutschem Hochdeutsch gecovert.

### Ab 2020
Im Mai 2020 wurde auf ServusTV eine 45-minütige Dokumentation über das Trio gezeigt. Im Juni 2020 veröffentlichten sie die Single Gemeinsamkeit und präsentierten in der ORF-Sendung Österreich blüht auf – Die Natur im Garten ihren Titel Du bist für mi Hoamat. Im Rahmen der ORF/MDR-Sendung Die Gartenparty der Stars  präsentierten sie im Juni 2021 ihr Lied Frei, außerdem veröffentlichten sie den Song Eis holen. Ebenfalls 2021 veröffentlichte Eva Gschwandtner die Solo-Single Wer wenn nid du.

## Auszeichnungen
13. Top-of-the-Mountains Music Award Verleihung
- Auszeichnung in der Kategorie Newcomer des Jahres[6]
- Gewinner des Facebook-Votings

14. Top-of-the-Mountains Music Award Verleihung
- Auszeichnung in der Kategorie Best Single für Luft und Liebe[10]

smago! Award Österreich & Südtirol 2019
- Auszeichnung als Durchstarterinnen des Jahres und die neuen Internet-Königinnen[15]

## Diskografie
Alben
- 2018: Aus dem Hut gezaubert
- 2020: Weihnachten bei uns dahoam
- 2021: Aller guten Dinge sind drei

Singles
- 2018: Luft und Liebe
- 2019: Mensch ärger dich nicht[24]
- 2019: Mensch ärger dich nicht (Sommer Remix)[17]
- 2020: Gemeinsamkeit[20]
- 2022: Dass I leb[25]